# Zimmerlinden
Die Zimmerlinden (Sparrmannia) sind eine Pflanzengattung innerhalb der Familie der Malvengewächse (Malvaceae). Die drei oder vier Arten sind in Afrika und Madagaskar verbreitet. Die bekannteste Art, die Kapländische Zimmerlinde (Sparrmannia africana), wird als Zimmerpflanze verwendet.

## Beschreibung

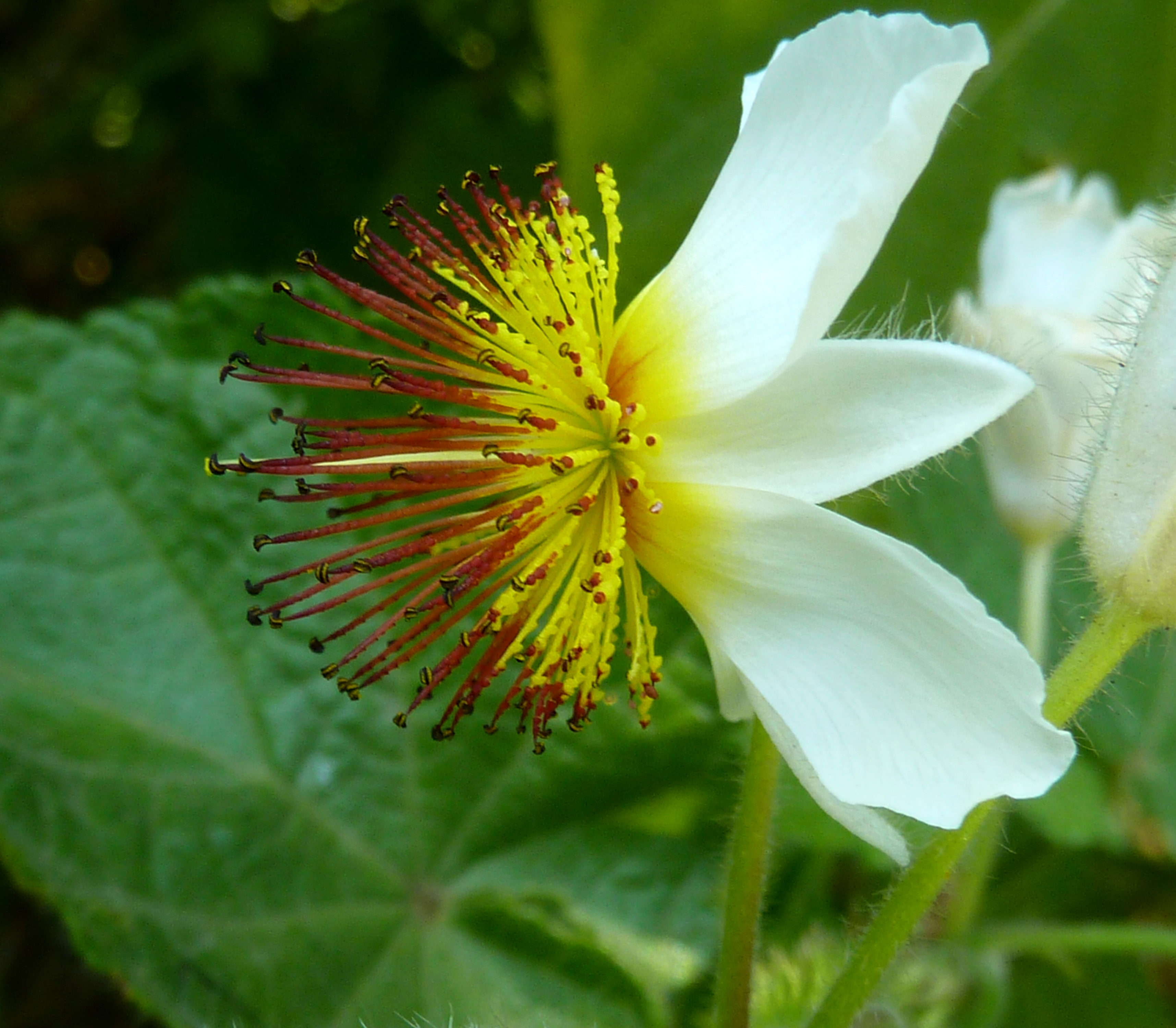
Blüte im Detail der Kapländischen Zimmerlinde (Sparrmannia africana)

Illustration der Kapländischen Zimmerlinde (Sparrmannia africana)

### Vegetative Merkmale
Sparrmannia-Arten wachsen als Sträucher. Alle oberirdischen Pflanzenteile sind mit Sternhaaren behaart, manchmal sind zusätzlich einfache Haare vorhanden (Indument).
Die wechselständig angeordneten Laubblätter sind in Blattstiel und -spreite gegliedert. Die Blattspreite ist drei- bis siebenlappig mit handförmiger Nervatur und gekerbtem bis gezähntem Blattrand. Die Nebenblätter sind pfriemlich oder borstenförmig.

### Generative Merkmale
Die gegenüber den Laubblättern angeordneten doldenförmigen Blütenstände besitzen Tragblätter, die den Nebenblättern ähnlich sind.
Die zwittrigen Blüten sind radiärsymmetrisch und vierzählig mit doppelter Blütenhülle. Die vier freien Kelchblätter fallen früh ab. Die vier weißen oder purpurfarbenen Kronblätter sind verkehrt-lanzettlich. Es sind viel Staubblätter vorhanden. Die freien Staubfäden sind knotig. Vier oder fünf Fruchtblätter sind zu einem oberständigen, vier- oder fünfkammerigen Fruchtknoten verwachsen.
Die ellipsoide Kapselfrucht ist mit steifen Borsten bedeckt und öffnet sich bei Reife.

## Systematik
Die Gattung Sparrmannia wurde 1782 durch Carl von Linné jr., dem Sohn von Carl von Linné, in Supplementum Plantarum, 41 (1400 Sparmannia), 265, 462 aufgestellt. Typusart ist Sparrmannia africana L. f. Der Gattungsname Sparrmannia ehrt den schwedischen Arzt und Botaniker Anders Sparrman (1748–1820), der Schüler von Carl von Linné war und von 1772 bis 1775 an der zweiten Entdeckungsfahrt von James Cook teilnahm. Zusammen mit Carl Peter Thunberg erforschte Anders Sparrman die südafrikanische Pflanzenwelt und dürfte dabei die Sparrmannia africana entdeckt und nach Europa eingeführt haben. Die korrekte Schreibweise des botanischen Gattungsnamens wurde 1993 verbindlich als Sparrmannia nach den ICBN-Regeln in Shenzhen ICN 14 festgelegt. Allerdings findet man häufig die vorher gültige Namensschreibweise Sparmannia. Der Gattungsname Sparrmannia L. f. nom. & orth. cons. wurde in Taxon, Volume 42, S. 873–874 konserviert gegenüber Sparmannia Buc'hoz nom. rej. und Vossianthus Kuntze nom. rej., der durch Carl Ernst Otto Kuntze in Gaertnerisches Zentral-Blatt (Berlin), Band 1, 1900 (1899), S. 653 veröffentlicht wurde.
Die Gattung Sparrmannia gehört zur Tribus Apeibeae Benth. in der Unterfamilie Grewioideae innerhalb der Familie Malvaceae. Die Gattung Sparrmannia ist am nächsten mit der monotypischen Gattung Entelea R.Br. verwandt.
Zur Gattung der Sparrmannia gehören je nach Autor drei oder vier Arten:
- Kapländische Zimmerlinde[8] (Sparrmannia africana L. f., Syn.: Sparrmannia acerifolia Steud.): Sie kommt in südafrikanischen Provinzen Ost- sowie Westkap von Riversdale bis Humansdorp vor. Sie gedeiht in der Capensis am Waldrand und im Fynbos auf Felsaufschlüssen an Standorten die vor Buschfeuer behütet sind. Sie ist in diesem Gebiet häufig an vielen Fundorten und gilt als „Least Concern“ = „nicht gefährdet“.[9][10]
- Sparrmannia discolor Baker: Sie gilt seit 2020 in der Roten Liste der gefährdeten Pflanzenarten der IUCN als VU = „Vulnerable“ = „gefährdet“.[10] Die etwa zwei Unterarten kommen in Madagaskar vor:[11]
  - Sparrmannia discolor var. cordata Capuron
  - Sparrmannia discolor Baker var. discolor
- Sparrmannia ricinocarpa Kuntze (Syn.: Sparrmannia abyssinica var. micrantha Burret, Sparrmannia ricinocarpa subsp. micrantha (Burret) Weim., Sparrmannia wittei Staner): Sie ist von Eritrea, Äthiopien über Kamerun ostwärts bis zum Sudan, Angola, Uganda, Kenia, Tansania, Malawi, Mosambik, Sambia, Simbabwe und südwärts bis Südafrika (Ostkap, Free State, Gauteng, KwaZulu-Natal, Limpopo, Mpumalanga)[9] verbreitet. Sie gilt seit 2020 in der Roten Liste der gefährdeten Pflanzenarten der IUCN als gilt als LC = „Least Concern“ = „nicht gefährdet“. Sie kommt auch in Burundi, in der Demokratischen Republik Kongo, in Madagaskar sowie auf La Reunion vor.[10] Je nach Autor gibt es mehrere Subtaxa, von denen einzelne auch als eigene Arten gelten.
- Sparrmannia subpalmata Baker: Sie ist von höchstens fünf Fundorten in größeren Höhenlagen im zentralen Madagaskar bekannt.[11]